# Ardaseer Cursetjee
Ardaseer Cursetjee Wadia  (6 octobre 1808 – 16 novembre 1877) est un ingénieur et constructeur de navires indien.
Il est connu pour avoir été le premier Indien élu Fellow of the Royal Society, et aussi pour avoir introduit à  Bombay un ensemble de nouvelles technologies, parmi lesquelles l'éclairage au gaz, la machine à coudre ou encore un système d'irrigation par machines à vapeur.

## Biographie
Ardaseer Cursetjee est le fils de Cursetjee Rustomjee, un membre de la famille Wadia (en) comportant de nombreux constructeurs et architectes navals, et lui-même maitre architecte aux chantiers navals de Bombay (en).
En 1822, à 14 ans, Ardaseer commence à travailler avec son père. Il semble s'être alors particulièrement intéressé aux machines à vapeur.
En 1833, il lance un bâtiment de 60 tonnes qu'il a dessiné, le Indus.
Le 10 mars 1834, en présence du Gouverneur de Bombay, il installe l'éclairage au gaz dans sa maison et ses jardins à Mazagaon (en).
En 1837, il est élu à la Royal Asiatic Society en tant que membre  non-résident.
Il voyage à Londres en 1839 pour compléter ses études des bateaux à vapeur pour le compte de la Compagnie britannique des Indes orientales ; il fait le récit de ce voyage dans  The Diary of an Overland Journey from Bombay to England ([Journal d'un voyage outremer de Bombay à l'Angleterre]), publié à Londres en 1840. Il construit en Angleterre un moteur à vapeur, qu'il fait expédier en Inde pour être installé sur l'Indus.
Le 27 mai 1841, Cursetjee est élu Fellow of the Royal Society. La nomination, écrite par Spencer Compton, alors président de la Royal Society, le décrit comme un  « gentleman bien formé dans la théorie et la pratique de l'architecture navale et dévoué aux recherches scientifiques ». Il mentionne en particulier sa construction de l'Indus et son installation de l'éclairage au gaz .
Ardaseer Cursetjee demeure ingénieur en chef jusqu'au 1er août 1857. Il prend alors sa retraite et s'installe en Angleterre, en compagnie d'une Anglaise nommée Marian Barber. Bien que non mariés, ils ont des enfants et certains de leurs descendants vivent encore actuellement au Royaume-Uni. L'un d'eux, Blair Southerden a écrit des livres (en particulier A gentle lion and other ancestors, 2013) retraçant sa généalogie.
Il meurt à Richmond le 16 novembre 1877, âgé de 69 ans.
Le 27 mai 1969, la Poste Indienne (en) a émis un timbre commémoratif en reconnaissance de ses contributions comme « pionnier et innovateur ».

## Famille
Cursetjee fonda un foyer en Angleterre avec Marian Barber (1817–1899), quoiqu'ils ne se soient jamais mariés. Marian venait des Tower Hamlets ; son frère travaillait comme clerc sur les quais de Londres. Le couple a plusieurs enfants ; les deux premiers, Lowjee Annie et Gustasp Ardaseer, naissent à  Bombay en 1853 et 1856. La communauté Parsi n'ayant pas accepté qu'ils se marient, le couple retourne alors en Angleterre.
Certains de ses descendants continueront à porter son nom ; l'église St. Mathias dans le Surrey mentionne ainsi qu'en 1879, Gustasp Ardaseer épousa Florence Neal.
Ardaseer avait également épousé une indienne, Awahbai ; les enfants des deux femmes restèrent en relation, et parfois même leurs descendants se marièrent entre eux.